# Osweiler
Osweiler (luxembourgeois : Uesweller) est une section de la commune luxembourgeoise de Rosport-Mompach située dans le canton d'Echternach.

## Situation
Osweiler est à seulement 4 km au sud d' Echternach . Les villes voisines sont Dickweiler à l'ouest et la ville d'Echternach au nord. La CR 139 traverse le village.

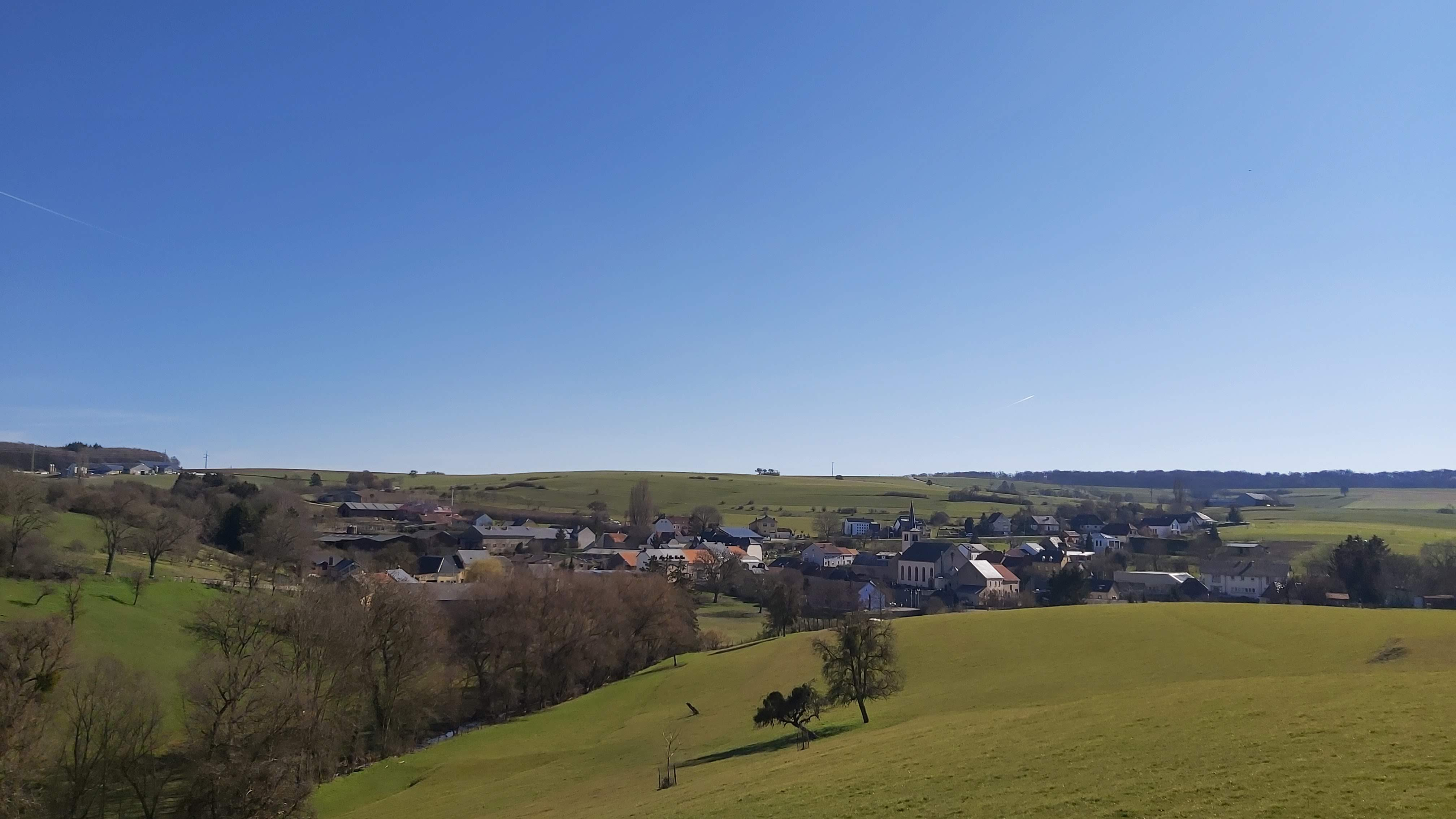
Vue d'Osweiler depuis l'entrée Nord du village menant à la Roudenhaff

## Hydrographie
Le Lannebach traverse le village et se jette avec le Poeppelbach dans l'Osweilerbach. Ce dernier se jette dans l'Aleferbach (commune d'Echternach). Osweiler étant dans une vallée en forme de cirque, cinq ruisseaux arrivent dans le village. 

## Histoire
Osweiler appartenait à la commune de Rosport jusqu'au 31 décembre 2017 et depuis le 1er janvier 2018, le village appartient à la nouvelle commune de Rosport-Mompach, qui est née de la fusion des deux communes de Rosport et Mompach.
Craignant une invasion allemande, une partie du village a émigré aux États-Unis d'amérique dans les années 1860,.